# Johnson (Nebraska)
Johnson és una població dels Estats Units a l'estat de Nebraska. Segons el cens del 2000 tenia 280 habitants.

## Demografia
Segons el cens del 2000, Johnson tenia 280 habitants, 150 habitatges, i 70 famílies. La densitat de població era de 600,6 habitants per km².
Dels 150 habitatges en un 19,3% hi vivien nens de menys de 18 anys, en un 41,3% hi vivien parelles casades, en un 4,7% dones solteres, i en un 52,7% no eren unitats familiars. En el 49,3% dels habitatges hi vivien persones soles el 32% de les quals corresponia a persones de 65 anys o més que vivien soles. El nombre mitjà de persones vivint en cada habitatge era d'1,87 i el nombre mitjà de persones que vivien en cada família era de 2,72.
Per edats la població es repartia de la següent manera: un 17,9% tenia menys de 18 anys, un 7,9% entre 18 i 24, un 21,4% entre 25 i 44, un 22,1% de 45 a 60 i un 30,7% 65 anys o més.
L'edat mediana era de 47 anys. Per cada 100 dones de 18 o més anys hi havia 72,9 homes.
La renda mediana per habitatge era de 25.833 $ i la renda mediana per família de 48.438 $. Els homes tenien una renda mediana de 31.667 $ mentre que les dones 20.833 $. La renda per capita de la població era de 19.377 $. Aproximadament el 4,2% de les famílies i el 8,9% de la població estaven per davall del llindar de pobresa.

## Poblacions més properes
El següent diagrama mostra les poblacions més properes.